# عروسک، پرتره ای از مادرم
عروسک، پرتره‌ای از مادرم (به انگلیسی: The Doll: A Portrait of My Mother) نام کتاب و خودزندگینامه نویسندهٔ نامدار آلبانیایی اسماعیل کاداره است. کاداره در این کتاب، رابطه خود و مادرش را به تصویر می‌کشد. به علاوه، زندگی خانواده نویسنده در شهر گیروکاسترا و بعداً در تیرانا، و سپس در انستیتو گورکیِ مسکو را شرح می‌دهد. کتاب، مملو از جزئیاتی دلفریب است. درحالی که پرترهٔ مادر نویسنده، کماکان خیالین باقی می‌ماند، کتاب عروسک، حاوی تأملاتی است بر آرزوها و جاه طلبی‌های نویسنده در دوران جوانی و ماهیت مفهوم خودکامگی.
عروسک ابتدا در ۲۰۱۵ در آلبانی منتشر شد و در سال ۲۰۲۰ توسط جان هادسون به انگلیسی برگردانده و منتشر شد.